# 马塞戈索德塔胡尼亚
马塞戈索德塔胡尼亚，是西班牙卡斯蒂利亚-拉曼恰瓜达拉哈拉省的一个市镇。总面积17平方公里，总人口96人（2001年），人口密度6人/平方公里。